# Vänge, Uppsala kommun
Vänge är en tätort i Uppsala kommun och kyrkbyn i Vänge socken. Den är belägen på Uppsalaslätten 12 km väster om Uppsala  längs Dalabanan och riksväg 72 mot Morgongåva - Sala. 

## Namnet
Historiskt hette orten Vänge, men när järnvägen Uppsala–Sala byggdes bytte orten namn till Brunna för att inte blandas ihop med Vänge på Gotland eller Veinge i Halland. År 1995 återfick samhället namnet Vänge. Järnvägsstationen heter dock fortfarande Brunna med trafikplatssignatur Bna även om det namnet inte används utanför järnvägen.

## Befolkningsutveckling
| Befolkningsutvecklingen i Vänge 1950–2020 | Befolkningsutvecklingen i Vänge 1950–2020 | Befolkningsutvecklingen i Vänge 1950–2020 | Befolkningsutvecklingen i Vänge 1950–2020 | Befolkningsutvecklingen i Vänge 1950–2020 |
| ----------------------------------------- | ----------------------------------------- | ----------------------------------------- | ----------------------------------------- | ----------------------------------------- |
|                                           |                                           |                                           |                                           |                                           |
| År                                        |                                           |                                           | Folkmängd                                 | Areal (ha)                                |
| 1950                                      | 1950                                      |                                           | 203                                       |                                           |
| 1960                                      | 1960                                      |                                           | 207                                       |                                           |
| 1965                                      | 1965                                      |                                           | 445                                       |                                           |
| 1970                                      | 1970                                      |                                           | 925                                       |                                           |
| 1975                                      | 1975                                      |                                           | 960                                       |                                           |
| 1980                                      | 1980                                      |                                           | 937                                       |                                           |
| 1990                                      | 1990                                      |                                           | 1 086                                     | 68                                        |
| 1995                                      | 1995                                      |                                           | 1 254                                     | 78                                        |
| 2000                                      | 2000                                      |                                           | 1 213                                     | 78                                        |
| 2005                                      | 2005                                      |                                           | 1 245                                     | 78                                        |
| 2010                                      | 2010                                      |                                           | 1 331                                     | 78                                        |
| 2015                                      | 2015                                      |                                           | 1 320                                     | 90                                        |
| 2020                                      | 2020                                      |                                           | 1 292                                     | 97                                        |
| Anm.: Tidigare namn Brunna, ändrat 1995   |                                           |                                           |                                           |                                           |

## Samhället
I Vänge finns en kyrka, två förskolor, en skola för årskurs 1–6, ett bibliotek och en restaurang. Orten består mestadels av villabebyggelse och radhus där merparten uppfördes i slutet av 1960-talet. Uppsalahem uppförde några flerfamiljshus i början av 1990-talet.

## Idrott
Vänge är huvudort för Hagunda IF som bildades efter en sammanslagning mellan några lokala idrottsföreningar 1960 i Hagunda härad. Från klubben kommer landslagstävlande Marie Simonsson som vann 800-metersloppet i Finnkampen och skidåkerskan Karin Lamberg som tävlade i vinter-OS 1980. Lagets innebandysektion bildades 1992 och herrarna spelar i SSL (2024). Hagunda IF har sitt klubbhus i Vänge med boulebanor och de har tennisbanor, elljusspår och de arrenderar idrottsplatsen Skeppsvallen.